# پانیک اخلاقی

ساحره‌گیری نمونه‌ای تاریخی از رفتار جمعی است که به‌طور بالقوه ناشی از هراس اخلاقی است. چاپ آلمان ۱۵۵۵

هراس اخلاقی یا پانیک اخلاقی (انگلیسی: Moral panic) یک احساس گسترده ترس، اغلب هراس غیرمنطقی به دلیل این است که شخص یا چیزی شرور ارزش‌ها، منافع یا رفاه یک اجتماع یا جامعه را تهدید می‌کند. هراس اخلاق با هیستری جمعی یا بدحالی روان‌زاد جمعی که بیشتر به یک بیماری روانی نزدیک است تا یک پدیده جامعه‌شناختی، متفاوت است.
نمونه‌هایی از وحشت اخلاقی عبارتند از: اعتقاد به کودک‌ربایی درنده‌گر توسط پدوفیل‌ها، اعتقاد به آزار آیینی زنان و کودکان توسط فرقه‌های شیطانی، ترس سرخ و تروریسم.

## بررسی اجمالی
جنبشی توده‌ای مبتنی بر این تصور غلط یا اغراق‌آمیز که برخی رفتارها یا گروه‌های فرهنگی به‌طور خطرناکی انحراف دارند و ارزش‌ها و منافع جامعه را تهدید می‌کنند.
مفهوم جامعه شناختی پانیک اخلاقی اولین بار توسط جوک یانگ (۱۹۷۱) و بعداً استنلی کوهن (۱۹۷۲) ابداع شد. دیگران از آن زمان، ویژگی‌های پانیک اخلاقی را شناسایی کرده‌اند؛ مانند اریک گود و ناخمان بن یهودا (۱۹۹۴) که استدلال می‌کنند هراس اخلاقی دارای ویژگی‌های زیر است:
1. نگرانی - یک رویداد باعث ایجاد اضطراب اجتماعی می‌شود.
2. خصومت - خرده فرهنگ به عنوان «شیاطین عامیانه» دیده می‌شود که با خصومت به آنها نگاه می‌شود.
3. اجماع - ترس از این خرده فرهنگ به روایت غالب در رسانه‌ها و بحث‌های اجتماعی تبدیل می‌شود.
4. عدم تناسب - تهدید اغراق‌آمیز است
5. بی‌ثباتی - یک هراس اخلاقی ظاهر می‌شود و ناگهان ناپدید می‌شود (اغلب وقتی هراس اخلاقی دیگری جای آن را می‌گیرد)[۶]

## مثال‌ها
ترس از سوسیالیست‌ها و کمونیست‌ها یکی دیگر از هراس اخلاقی مکرر در سراسر غرب بوده‌است. این پانیک اخلاقی که در دوران جنگ سرد مشهودتر بود، منجر به فهرست سیاه هالیوود در دوره ۱۹۴۵–۱۹۶۰ و مک کارتیسم در دهه ۱۹۵۰ شد. ترس قرمز حتی منجر به ترس از افرادی شد که با فعالان چپ شناخته شده در هالیوود کار می‌کردند یا در ارتباط بودند. مردم به‌دلیل دوستی‌شان با بازیگران و کارگردانان چپ‌گرا، به‌طور نامتناسبی مورد انگ قرار می‌گرفتند، از استخدام کنار گذاشته می‌شدند و از دریافت پاداش اجتناب می‌کردند.